# 新栄商店街
新栄商店街（しんさかえしょうてんがい）は、福井県福井市中央1丁目にある商店街。

## 歴史
1948年に発生した福井地震によって倒壊した福井地方裁判所跡地に建てられたバラック小屋の闇市が、現在の商店街の源流である。
1950年代には複数の長屋やアーケードが建設され、衣料品店など多くの店舗が立ち並んだ。
1970年代から1990年代にかけて再開発などの構想があったものの、いずれも頓挫している。

## 火災
2001年12月、商店街の一角から出火し、10件以上の店舗が被害に遭った。火災跡地にはコインパーキングが整備され、現在は芝生広場となっている。